# Abidin Dino
Abidin Dino, född den 23 mars 1913 i Istanbul, död den 7 december 1993 i Paris, var en turkisk målare.
Dino föddes i Istanbul i Osmanska riket, men bodde under större delen av sitt liv i Paris. Han var en av grundarna till Yeniler Grubu ("Nya gruppen"), en konstnärsgrupp på 1940-talet som målade "socialt medvetet", med motiv som arbetare, bybor och fiskare. Utöver sitt konstnärskap skrev han flera artiklar om allt från filosofi till samtida film.